# 거룩한 계보
거룩한 계보(Righteous Ties)는 대한민국의 드라마 액션영화이다. 《킬러들의 수다》, 《아는 여자》, 《웰컴 투 동막골》로 호흡을 맞췄던 감독 장진과 배우 정재영이 함께해 화제가 되었다. 영화사 필름있수다와 KnJ엔터테인먼트가 제작을 책임지고, CJ엔터테인먼트가 배급을 맡았다.

## 기본 정보
- 장르 : 드라마, 액션
- 제작국가 : 대한민국
- 개봉일 : 2006년 10월 19일
- 상영시간 : 126분
- 등급 : 15세 이상 관람가
- 제작년도 : 2006년

## 제작진
- 감독 : 장진
- 각본 : 장진
- 기획 : 강우석
- 촬영 : 최상호
- 조명 : 이병훈

## 출연진

### 주연
- 정재영 - 동치성 역
- 정준호 - 김주중 역
- 류승룡 - 정순탄 역
- 민지환 - 김영희 역

### 조연
- 이문수 - 방장 역
- 주진모 - 장낙영 역
- 이상훈 - 유명식 역
- 박정기 - 지문식 역
- 김규철 - 한욱 역
- 이한위 - 성봉식 역
- 정규수 - 최 박사 역
- 이철민 - 박문수 역
- 장영남 - 여일 역
- 김일웅 - 아우 역
- 이해영 - 조 검사 역
- 임승대 - 변호사 역
- 오순태 - 주방장 역
- 김재건 - 재야인사 역
- 김광현 - 지도 사내 역
- 서왕석 - 문수 부하 3 역
- 김대령 - 어깨 1 역
- 류성훈 - 주중 어깨 역

### 특별 출연
- 신구 - 치성 부친 역
- 이용이 - 치성 모친 역
- 김동주 - 방장 부인 역
- 윤유선 - 화이 역

## 시놉시스
치성은 전라도 조직세계를 주름잡는 전설의 칼잡이다. 그의 곁에는 유년시절부터 주먹세계에 입문하기까지 모든 걸 함께해온 죽마고우 주중이 있다. 마약 제조업자 최박사의 신기술을 노리는 조직의 명령으로 그에게 칼을 들게 된 치성은 모든 책임을 홀로 지고 감옥에 가게 된다. 그곳에서 그는 수년 전 죽은 줄로만 알았던 또 한명의 죽마고우 순탄과 우연히 재회하고 그간 마음에 담아둔 회포를 푼다. 한편, 치성을 감옥에 보내고 조직에 남게 된 주중은 마음이 착잡하기만 하다. 그러던 어느 날, 몇 해전 치성에게 한쪽 다리를 잃은 경쟁 조직의 보스 성봉식이 치성 부모에게 칼을 휘두르는 사건이 발생하고, 조직은 세력확장을 위한 검은 거래 속에서 그 사건에 대해 침묵하며 치성에게서 등을 돌린다. 주중은 치성에 대한 연민으로 마음이 괴롭지만, 조직원으로서의 의무감을 떨쳐내지 못하고 갈등하게 된다. 10년간 조직을 위해 모든 것을 바쳐온 치성은 치를 떠는 배신감에 분노한다. 치성은 조직에 대한 복수를 결심하고, 순탄을 포함한 감옥 동기들과 함께 탈옥을 모색한다. 각양각색의 탈출방법을 시도하던 중, 일명 거룩한 계보 일행은 뜻밖의 기상천외한 방법으로 마침내 탈옥에 성공한다. 탈옥 후, 치성은 최후의 목표인 조직의 보스 김영희를 만나러 가던 중, 조직원의 신분으로 자신을 마주해야 하는 주중과 피할 수 없는 대결의 순간을 맞이하게 된다.

## 제작
<<간첩 리철진>>, <<킬러들의 수다>>, <<아는 여자>>, <<웰컴 투 동막골>>, <<박수칠 때 떠나라>>등으로 이름을 입지를 확고히 한 장진 감독이 2006년에 들고 나온 작품이다. 2006년 3월 12일 크랭크인해 작업에 들어갔으며, 여기에 <<킬러들의 수다>>, <<아는 여자>>, <<웰컴 투 동막골>> 등을 함께 작업하면서 깊은 인연을 맺은 정재영이 주연으로 참여했다. 또 <<두사부일체>>, <<가문의 영광>>, <<나두야 간다>> 등 조폭영화에 자주 참여했던 정준호가 또다시 조직폭력배 역으로 캐스팅되면서 화제를 낳았다.
2006년 9월 25일, 서울 발산동 메이필드 호텔에서 제작발표회를 열었다.

## 영화제 출품 및 수상 내역
- 우디네 극동 영화제(Udine Far East Film Festival) - 경쟁 부문 출품, 무수상[5]

## 흥행 실적

### 공식 통계
통계 기준일 : 2011년 12월 25일
| 지역   | 누적 관객 수 |
| ------ | ------------ |
| 서울시 | 423,584      |
| 전국   | 1,744,677    |

### KOBIS 통계
통계 기준일 : 2012년 11월 30일
| 지역   | 스크린 수 | 누적 매출액   | 누적 관객 수 |
| ------ | --------- | ------------- | ------------ |
| 서울시 | 94        | 2,569,639,000 | 380,779      |
| 전국   | 372       | 8,759,204,600 | 1,433,696    |

### 박스오피스
통계 기준일 : 2012년 11월 30일
| 날짜             | 스크린 수 | 상영 횟수 | 매출액        | 관객 수 | 누적 매출액   | 누적 관객 수 | 순위 |
| ---------------- | --------- | --------- | ------------- | ------- | ------------- | ------------ | ---- |
| 개봉 이전        | 9         | 31        | 32,131,000    | 4,760   | 32,131,000    | 4,760        | N/A  |
| 개봉 1일(10/19)  | 325       | 1,764     | 449,788,100   | 78,754  | 481,919,100   | 83,514       | 1    |
| 개봉 2일(10/20)  | 336       | 1,908     | 527,363,000   | 88,162  | 1,009,282,100 | 171,676      | 1    |
| 개봉 3일(10/21)  | 372       | 1,982     | 1,102,787,900 | 179,390 | 2,112,070,000 | 351,066      | 1    |
| 개봉 4일(10/22)  | 342       | 1,910     | 1,136,687,600 | 176,511 | 3,248,757,600 | 527,577      | 1    |
| 개봉 5일(10/23)  | 331       | 1,798     | 342,086,400   | 55,831  | 3,590,844,000 | 583,408      | 1    |
| 개봉 6일(10/24)  | 330       | 1,783     | 329,753,000   | 54,852  | 3,920,597,000 | 638,260      | 1    |
| 개봉 7일(10/25)  | 303       | 1,419     | 276,221,600   | 46,029  | 4,196,818,600 | 684,289      | 1    |
| 개봉 8일(10/26)  | 270       | 1,328     | 251,382,300   | 43,074  | 4,448,200,900 | 727,363      | 3    |
| 개봉 9일(10/27)  | 273       | 1,420     | 327,743,200   | 56,004  | 4,775,944,100 | 783,367      | 3    |
| 개봉 10일(10/28) | 281       | 1,488     | 709,905,100   | 11,843  | 5,485,849,200 | 898,210      | 2    |

## OST
- 나란 사람은 - 영지[6]
- 젊은 날 - 고유진